# Ebreichsdorf
Ebreichsdorf osztrák város Alsó-Ausztria Badeni járásában. 2022 januárjában 11 550 lakosa volt. 

## Elhelyezkedése

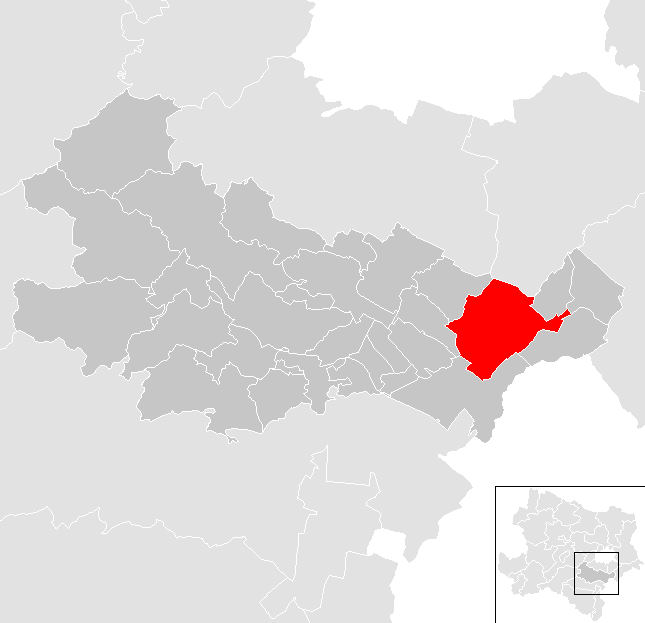
Ebreichsdorf a Badeni járásban

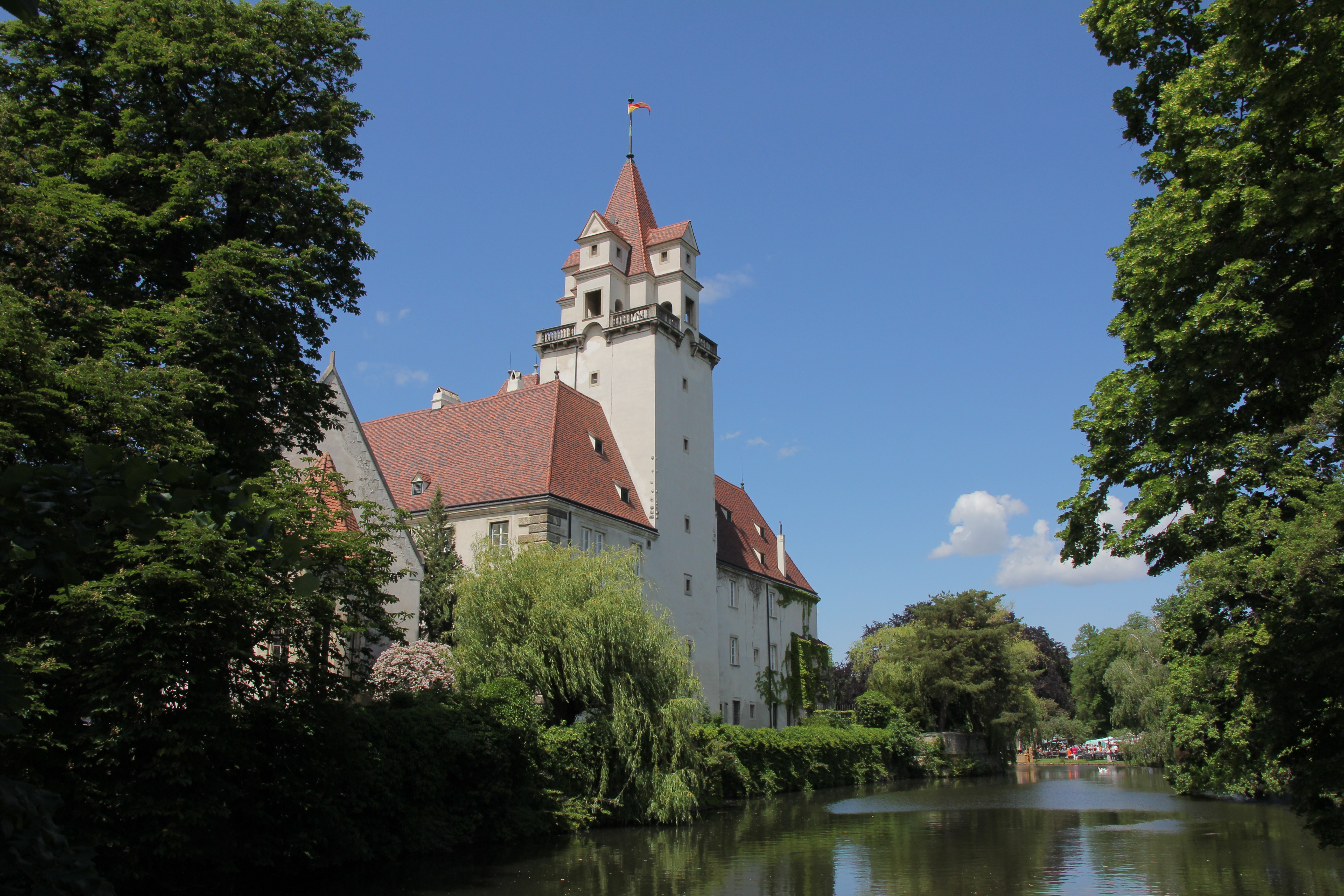
Az ebreichsdorfi kastély

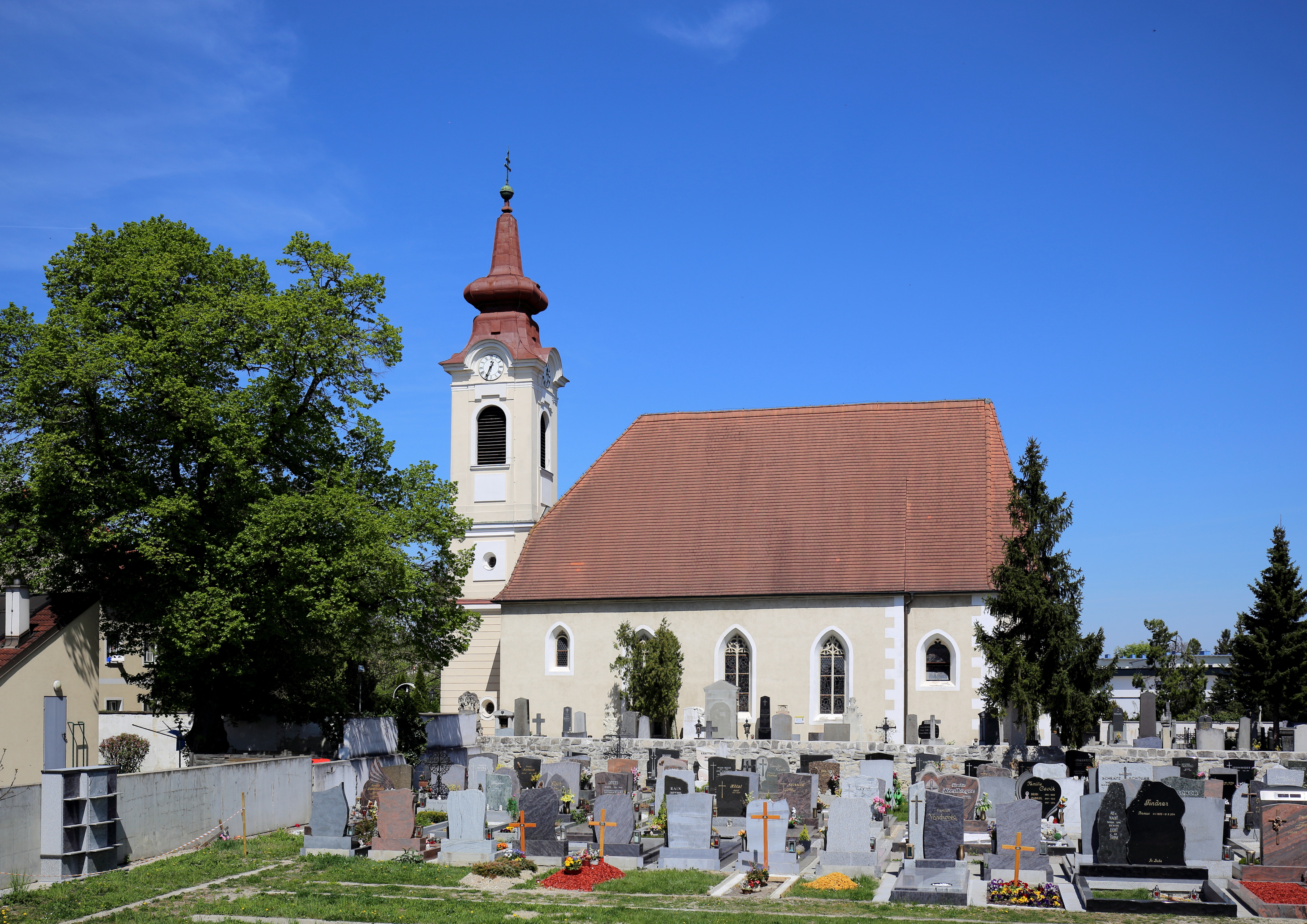
A Szt. András-plébániatemplom

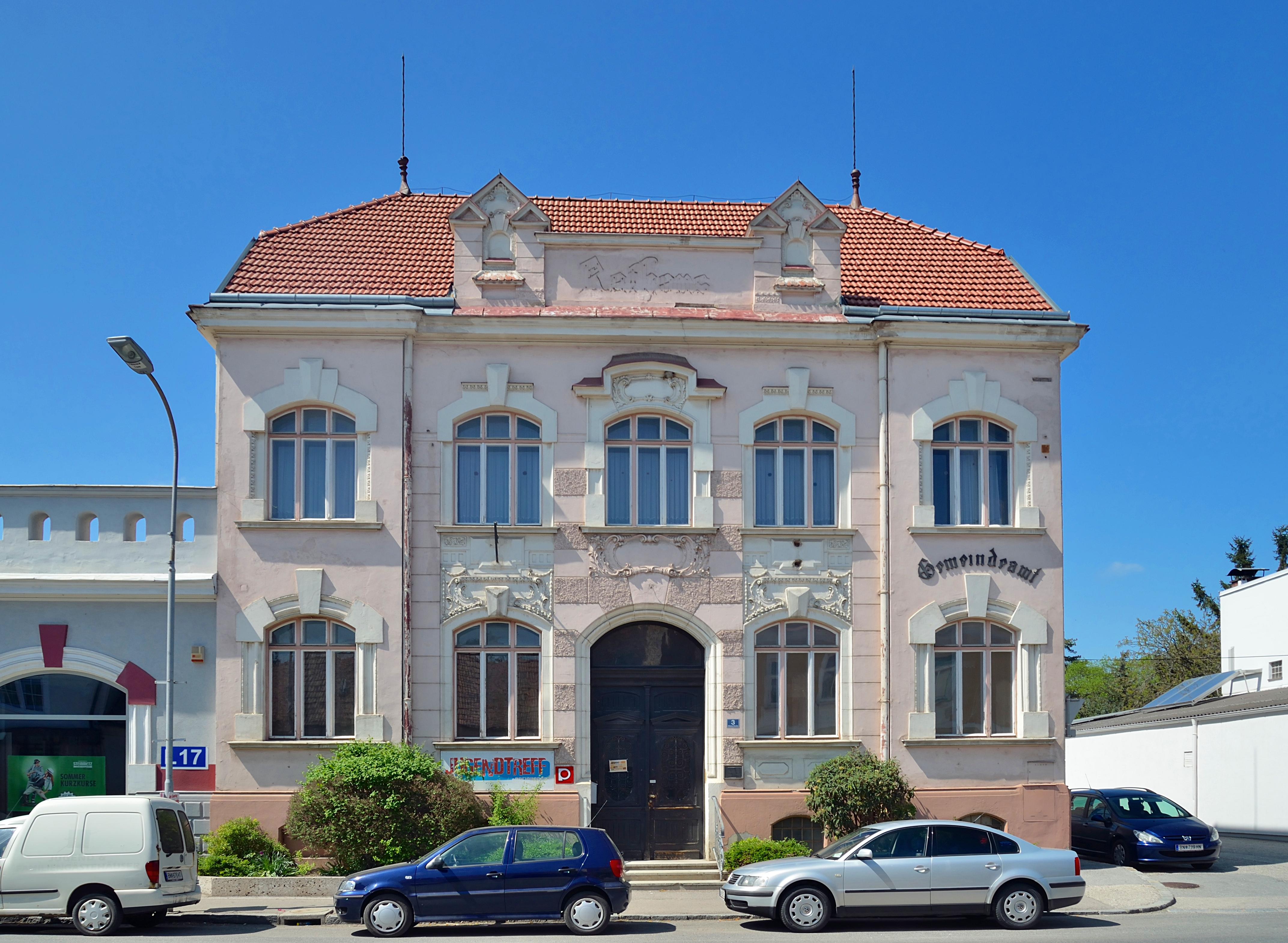
A régi városháza

Ebreichsdorf a tartomány Industrieviertel régiójában fekszik, a Piesting és Fischa folyók mentén, a Bécsi-medencében. Területének 11,1%-a erdő, 68,3% áll mezőgazdasági művelés alatt. Az önkormányzat 4 települést és településrészt egyesít: Ebreichsdorf (5522 lakos 2022-ben), Schranawand (201), Unterwaltersdorf (3142) és Weigelsdorf (2685).
A környező önkormányzatok: keletre Mitterndorf an der Fischa és Reisenberg, délkeletre Seibersdorf, délre Pottendorf, nyugatra Oberwaltersdorf, északnyugatra Trumau, északra Münchendorf, északkeletre Himberg és Moosbrunn.

## Története
2019-ben a Pottendorfi vasúton végzett munkálatok közben bronzkori aranykincset találtak. Ennek legérdekesebb darabja egy balti eredetű csésze, melynek motívumai napkultuszra utalnak. A római időkben egy jelentősebb kelta település állt a mai város közelében, amely a korai keresztény időkig fennmaradt. 
Ebreichsdorf alapítójáról, Eberich lovagról kapta a nevét, melyet először a 12. század eleji Ulrich passaui püspök egyik oklevelében említenek. 1120 körül egy kis vár épült a falu mellé, de ennek mára nyoma sem maradt. 1333-ban Ulrich és Berthold von Pergau, az eibrechsdorfi vár urai, megvásárolták a melki apátságtól Unterwaltersdorf mezővárost. Ebreichsdorfot a 15. század végén Mátyás magyar király hadai szállták meg, Bécs 1529-es ostromakor pedig a törökök elpusztították. 1568-ban Hieronymus von Beck megvásárolta a várat és kastéllyá alakította át. Bécs második, 1683-as ostromakor viszonylag épségben megmaradt, mert hűségnyilatkozat árán védlevelet kapott az ostromlóktól. 
A 18. század második felében a helyi földbirtokosok pamut- és gyapjúfonó manufaktúrát létesítettek, a legnagyobbak egyikét a tartományban. A 19. század második feléig újabb üzemek is létesültek, amelyeket főleg vízi erővel működtettek. 
Az 1990-es években Frank Stronach osztrák-kanadai üzletember nagyszabású vidámparkot akart létesíteni Ebreichsdorfban, melynek fő attrakciója egy 110 m magas, a Földet ábrázoló gömb lett volna, de a helyiek ellenállása miatt letett a tervéről.

## Lakosság
Az ebreichsdorfi önkormányzat területén 2021 januárjában 11 550 fő élt. A lakosságszám 1951 óta gyarapodó tendenciát mutat. 2020-ban az ittlakók 86,6%-a volt osztrák állampolgár; a külföldiek közül 2,4% a régi (2004 előtti), 5,8% az új EU-tagállamokból érkezett. 3,5% az egykori Jugoszlávia (Szlovénia és Horvátország nélkül) vagy Törökország, 1,7% egyéb országok polgára volt. 2001-ben a lakosok 66,6%-a római katolikusnak, 4,9% evangélikusnak, 3% ortodoxnak, 4,8% mohamedánnak, 16,9% pedig felekezeten kívülinek vallotta magát. Ugyanekkor a legnagyobb nemzetiségi csoportokat a németek (86,9%) mellett a törökök (3,5%), a magyarok (1,6%, 140 fő), a szerbek (1,5%) és a horvátok (1,1%) alkották.
A népesség változása:

| 2016 | 10 654 |
| 2018 | 10 942 |

## Látnivalók
- az ebreichsdorfi kastély
- a schöngraberni kastély
- a Szt. András-plébániatemplom

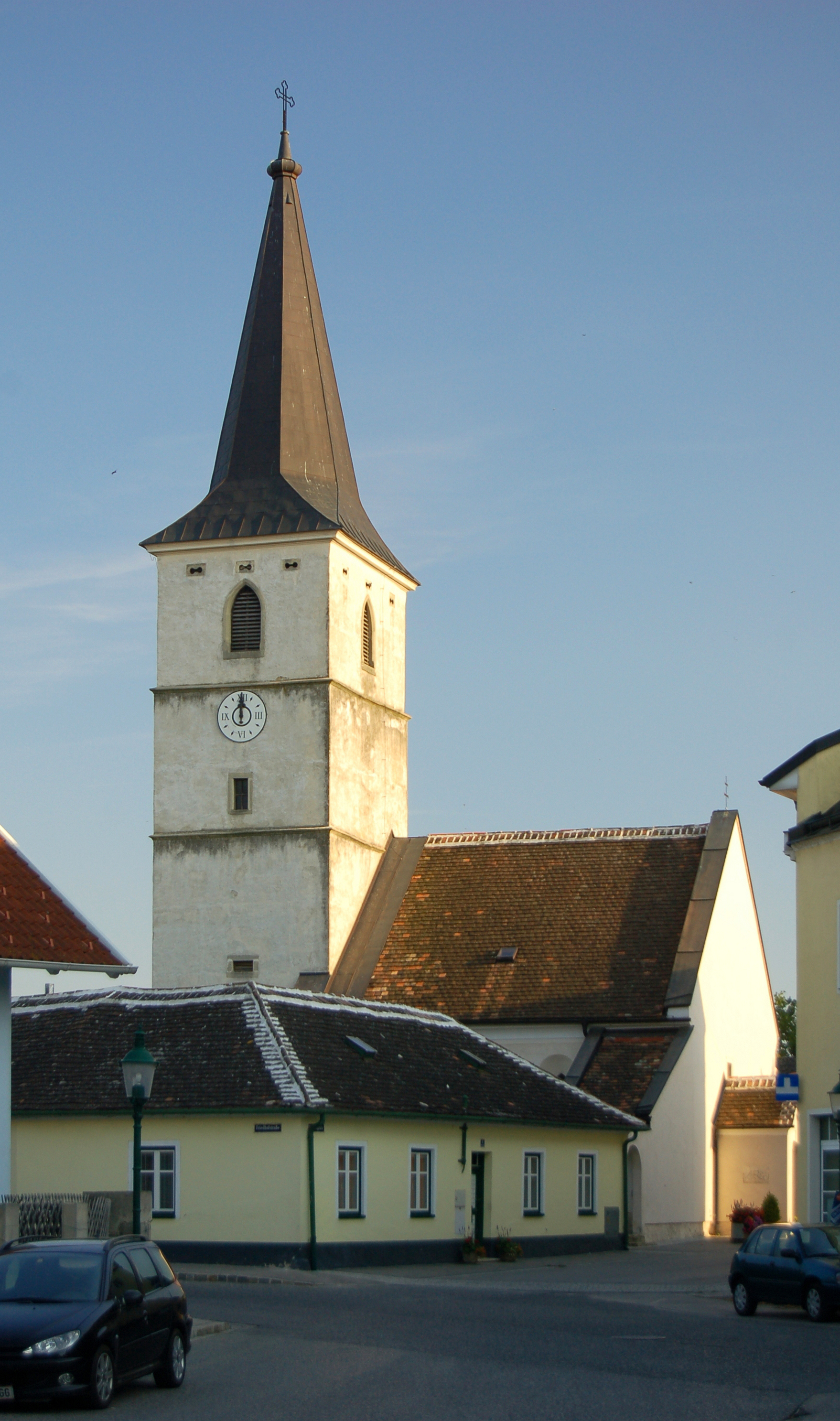
A weigelsdorfi Szt. Péter és Pál-plébániatemplom

- az unterwaltersdorfi Szt. Bertalan-plébániatemplom
- a weigelsdorfi Szt. Péter és Pál-plébániatemplom
- a schranawandi Szt. György-templom
- a helytörténeti múzeum

## Testvértelepülések
- Ziębice (Lengyelország)

## Fordítás
- Ez a szócikk részben vagy egészben  az   Ebreichsdorf című német Wikipédia-szócikk ezen változatának fordításán alapul.  Az eredeti cikk szerkesztőit annak laptörténete sorolja fel. Ez a jelzés csupán a megfogalmazás eredetét és a szerzői jogokat jelzi, nem szolgál a cikkben szereplő információk forrásmegjelöléseként.